# Myriopathes rugosa
Myriopathes rugosa är en korallart som först beskrevs av Thomson och Simpson 1905.  Myriopathes rugosa ingår i släktet Myriopathes och familjen Myriopathidae.
Artens utbredningsområde är Indiska oceanen. Inga underarter finns listade i Catalogue of Life.